# Diego Martínez de Leija
Diego Alberto Martínez de Leija (...) è un lottatore messicano, specializzato nella lotta greco-romana.

## Biografia
Ai campionati panamericani di Ottawa 2020 si è laureato vicecampione continentale nella categoria dei 67 chilogrammi, perdendo la finale del torneo contro il cubano Ismael Borrero.

## Palmarès
| Anno | Manifestazione          | Sede                | Evento | Risultato | Note |
| ---- | ----------------------- | ------------------- | ------ | --------- | ---- |
| 2020 | Campionati panamericani | Ottawa              | 67 kg  | Argento   |      |
| 2021 | Campionati panamericani | Citta del Guatemala | 67 kg  | Bronzo    |      |

## Altre competizioni internazionali
2021
- 11º nei 67 kg nel Torneo mondiali di qualificazione olimpica ( Sofia)